# Lipomyces starkeyi
Lipomyces starkeyi är en svampart som beskrevs av Lodder & Kreger-van Rij 1952. Lipomyces starkeyi ingår i släktet Lipomyces och familjen Lipomycetaceae.   Inga underarter finns listade i Catalogue of Life.